# Zelena pazverca
Zelena pazverca (znanstveno ime Chalcolestes viridis) je predstavnik enakokrilih kačjih pastirjev iz družine zverc, razširjen po večini zahodne Palearktike.

## Opis
Odrasli dosežejo 39 do 48 mm v dolžino, od tega zadek 29 do 39 mm, zadnji krili pa merita 23 do 28 mm. Podobno kot predstavniki rodu zverc (Lestes) ima kovinsko zeleno osnovno obarvanost po vrhu telesa in svetlo po spodnji strani, a brez modrikastega poprha. Zelo podobna je presenetljiva pazverca, ki je nekoč veljala za podvrsto zelene, kasneje pa so taksonomi z molekularnimi metodami dokazali, da sta ločeni vrsti. Značilno za obe je znamenje v obliki naprej obrnjene bodice ob robu zelene. Zanesljivo ju je možno ločiti le pod ročno lupo, po obliki bodic na spolnih okončinah samcev in njihovi obarvanosti. Zelene pazverce imajo tudi nekoliko svetlejše pterostigme, a je lahko ta znak spremenljiv (obarvanost se spreminja s starostjo), zato ni zanesljiv.
Je pozna vrsta. V Srednji Evropi se odrasli pojavijo šele julija in letajo do pozne jeseni, ob toplejših obalah Sredozemlja pa že konec maja.

## Habitat in razširjenost
Razmnožuje se v stoječih in počasi tekočih vodah, ki jih obdaja grmovje ali sestoji dreves, večinoma v nižavjih. Samice odlagajo jajčeca pod mehko lubje tega rastja, običajno vrb, od koder se potem izlegle ličinke odpravijo proti vodi. Glede kakovosti vode ni zahtevna, tako da se pojavlja tudi v močno spremenjenih habitatih, kot so umetni kanali za namakanje ali odvodnjavanje, pomembna je le obrast bregov.
Zelena pazverca je razširjena po večini Evrope in v severnem delu Magreba v Severni Afriki. Proti vzhodu Evrope postaja vse redkejša, tako da je rob območja razširjenosti v vzhodni Ukrajini, do evropskega dela Rusije pa ne sega. V zadnjih letih se občutno povečuje pogostost na jugovzhodu Velike Britanije. Pri tem je stanje v delu, kjer se razširjenost prekriva z razširjenostjo presenetljive pazverce, nejasno.
Tudi stanje v Sloveniji je nejasno, saj so bile vse najdbe v starejši literaturi pripisane zeleni pazverci, zdaj pa vemo, da sta prisotni obe. Za nazaj je možno zanesljivo ločiti le tiste, kjer so bili osebki shranjeni v zbirkah. Zaradi množice najdišč po vsej državi ne velja za ogroženo, a so za natančno oceno nujne dodatne raziskave.